# Одеський рубль

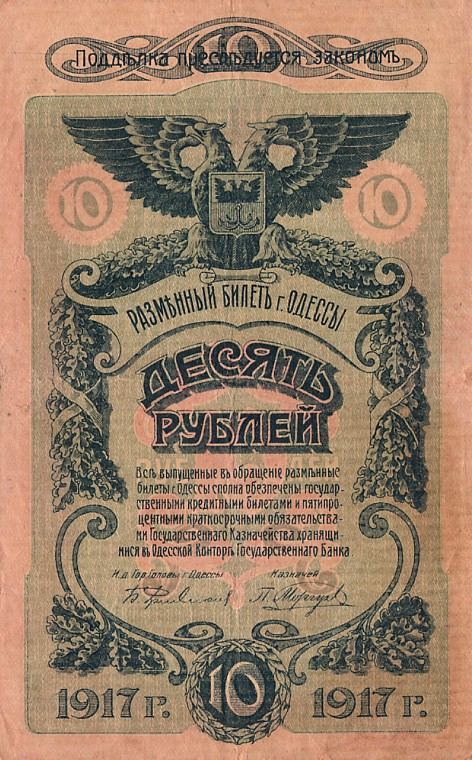
Розмінний квиток 10 рублів

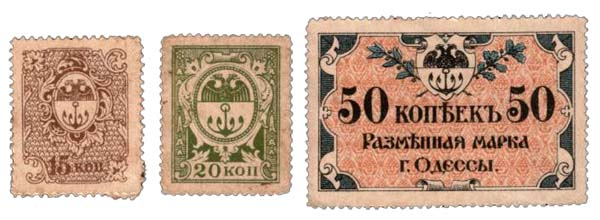
Одеські марки-гроші

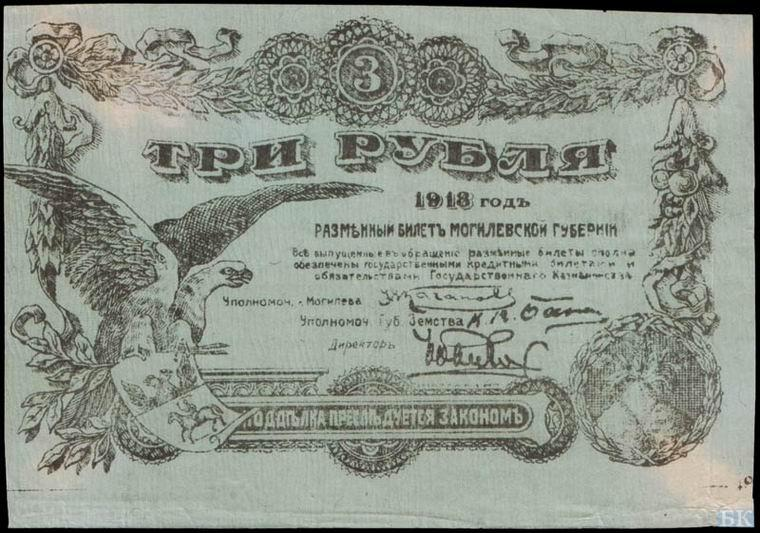
3 рублі Могильовської губернії 1918 року, скопійовані з аверса трирублевої одеської купюри

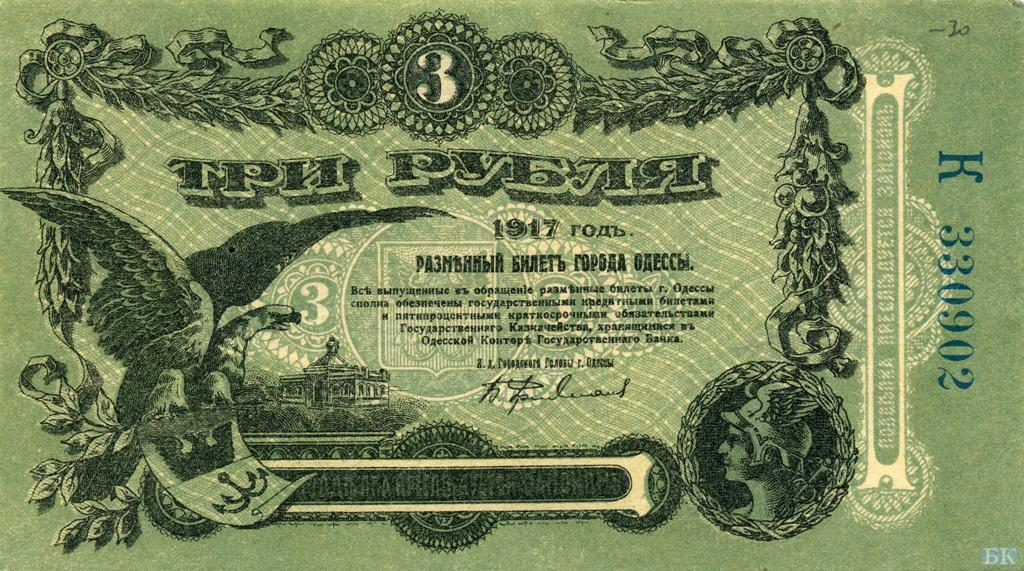
На розмінних квитках 3 і 5 рублів Одеського казначейства 1917 Аверс: Двоголовий орел (герб Росії) розправив свої крила, тримаючи в пазурах сувій з гербом міста. Поруч на постаменті будівля купецької біржі. У правому нижньому кутку — профіль бога торгівлі Меркурія. Реверс: Будівля Міської Думи з колонадою, в напівкруглих нішах бічних крил встановлені статуї Меркурія і Церери — богині родючості

Одеський рубль — серія розмінних грошових знаків Одеси, що перебували в обігу у 1918—1920 роках. Друкувалися в кількох друкарнях під керівництвом місцевої контори Державного банку Російської імперії.

## ГрошіГромадянської війни(1917–1920)
У 1917 році грошовий «голод» охопив всю Російську імперію. Особливо сильно страждали віддалені від столиці міста. Не була винятком і Одеса, хоча вона була великим центром морської торгівлі і, здавалося, повинна була б знаходитися в дещо кращому фінансовому становищі, ніж інші численні провінційні міста. Однак в умовах тривалої Першої світової війни це величезне місто-порт виявився основною тиловою базою постачання південного румунського фронту. Необхідність постачання дефіцитними грошима міста, області, а також фронту і військового округу поглиблювало і без того складне фінансове становище Одеси.
З газетних повідомлень того часу слідує, що нестача в грошових знаків стала відчуватися в Одесі вже з літа 1917 року, але своєї кульмінаційної точки вона досягла в кінці листопада — початку грудня. Так, газета «Одеська пошта», що вийшла 1 грудня, повідомила про нестачу грошових знаків в приватних банках, викликавши цим велику паніку у одеситів і довгі черги в банках за отриманням вкладів.
У зв'язку зі складною фінансовою ситуацією в Одесі проходили екстрені наради керівників фінансових організацій, і вже 12 грудня ними було прийнято рішення про виготовлення і випуск одеських розмінних паперових грошей — бон.
«Виготовлення бон для послаблення кризи — справа вирішена. В даний час належить здолати лише технічні труднощі з вироблення такого типу бон, підробка яких була б неможлива», — писала 12 грудня 1917 газета «Одеська пошта».
В одеських газетах повідомлялося, що тимчасовий фінансовий комітет, створений для здійснення емісії місцевих грошей, вів переговори з міськими друкарнями про терміни друкування. У зв'язку з цим питання про час випуску грошей в обіг залишався відкритим.
Оскільки дефіцит грошових знаків відчувався не тільки в Одесі, а й у Києві, банки цих міст вирішили звернутися до Генерального секретаріату України з клопотанням про випуск своїх грошей.
Таке рішення було отримано без затримки по телеграфу 18 грудня від голови уряду В. К. Винниченка. Наступного дня, 19 грудня, Комітетом одеських кредитних установ був розглянутий і після внесення деяких змін схвалений проєкт випуску так званих «розмінних білетів міста Одеси». Було вирішено, що грошові знаки повинні випускатися від імені Одеського міського самоврядування за участю Одеської контори Держбанку і створеного Комітету кредитних установ.
Знаки були обов'язкові до прийому в усіх установах. Друкувати розмінні білети почали в грудні 1917 року, в обігу вони з'явилися в січні 1918.
Автором малюнка купюр був гравер, чех за національністю Адамек.
Основу малюнків всіх бон становили герб Росії — двоголовий орел без царських атрибутів і герб Одеси з якорем, що підкреслювало значення Одеси як торгового порту.
До кінця 1918 року сума випущених «розмінних білетів міста Одеси» перевищила 220 мільйонів рублів.
На початку 1919 року емісія одеських грошей була припинена у зв'язку із збільшенням масштабом цін. Максимальна по номіналу випускалася «одеська» купюра — 50 рублів.
Гроші друкували різні друкарні.
Купюри 3, 5, 10 рублів друкувалися в друкарні Південно-російського товариства друкарської справи.
25 і 50 рублів (остання з'явилася в серпні 1918) — в друкарні Мойсея Шпенцера, батька поетеси Віри Інбер, в Стурдзовському провулку (нині провулку Віри Інбер), де зараз друкарський цех Одеської книжкової фабрики).
5, 15, 20, 50 копійок (паперові марки-гроші) — в друкарні Фесенко (Рішельєвська, 49), де зараз знаходиться Одеська міська друкарня.
Відомі також кілька пробних, не випущених в широкий обіг через збитковість виготовлення примірників металевих марок-грошей 1917 року вартістю менше рубля.
Дані білети мали широке ходіння як за Радянської влади 1918 року, так і при австро-німецької окупації 1918, гетьманщині і Петлюрі, французькій інтервенції 1918 — 1919, денікінському правлінні 1919 і 1920 — як в Одесі, так і в Херсоні, Миколаєві, Катеринославі.
Одеські бони 1917—1918 продовжували ходіння аж до залишення міста білими військами в лютому 1920 року, коли практично припинили ходіння. Їх замінили радзнаки з іншим, у багато разів більшим масштабом цін.
Через свій дрібний, «старорежимний» номінал одеські рублі стали дешевше коробки сірників і припинили бути платіжним засобом.

### Марки-гроші
Крім рублевих банкнот, в перші місяці 1918 року стали друкуватися і входити в оборот міські розмінні марки. У березні були випущені марки-гроші номіналом 50 копійок, у квітні — 15 і 20 копійок. На їх лицьовій стороні був зображений герб Одеси в орнаментальному обрамленні, на зворотному — номінал в розетці, рамка і напис: «Размѣнная марка г. Одессы поддѣлка преслѣдуется закономъ». Малюнок марок був виконаний художником Амвросієм Ждахою.

## Каталог одеських марок-грошей та рублів
| Марки-гроші і розрахункові знаки м. Одеси випуску 1917—1918 років | Марки-гроші і розрахункові знаки м. Одеси випуску 1917—1918 років | Марки-гроші і розрахункові знаки м. Одеси випуску 1917—1918 років | Марки-гроші і розрахункові знаки м. Одеси випуску 1917—1918 років | Марки-гроші і розрахункові знаки м. Одеси випуску 1917—1918 років | Марки-гроші і розрахункові знаки м. Одеси випуску 1917—1918 років | Марки-гроші і розрахункові знаки м. Одеси випуску 1917—1918 років | Марки-гроші і розрахункові знаки м. Одеси випуску 1917—1918 років | Марки-гроші і розрахункові знаки м. Одеси випуску 1917—1918 років | Марки-гроші і розрахункові знаки м. Одеси випуску 1917—1918 років |
| Зображення                                                        | Зображення                                                        | Номінал (в рублях)                                                | Розміри (мм)                                                      | Основний колір                                                    | Опис                                                              | Опис                                                              | Опис                                                              | Дата                                                              | Дата                                                              |
| Аверс                                                             | Реверс                                                            | Номінал (в рублях)                                                | Розміри (мм)                                                      | Основний колір                                                    | Аверс                                                             | Реверс                                                            | Водяний знак                                                      | печатки                                                           | відміни                                                           |
| ----------------------------------------------------------------- | ----------------------------------------------------------------- | ----------------------------------------------------------------- | ----------------------------------------------------------------- | ----------------------------------------------------------------- | ----------------------------------------------------------------- | ----------------------------------------------------------------- | ----------------------------------------------------------------- | ----------------------------------------------------------------- | ----------------------------------------------------------------- |
|                                                                   |                                                                   | 5 копійок                                                         | ×                                                                 |                                                                   |                                                                   |                                                                   | ?                                                                 | 1917                                                              | 1921                                                              |
|                                                                   |                                                                   | 15 копійок                                                        | ×                                                                 |                                                                   |                                                                   |                                                                   | ?                                                                 | 1917                                                              | 1921                                                              |
|                                                                   |                                                                   | 20 копійок                                                        | ×                                                                 |                                                                   |                                                                   |                                                                   | ?                                                                 | 1917                                                              | 1921                                                              |
|                                                                   |                                                                   | 50 копійок                                                        | ×                                                                 |                                                                   |                                                                   |                                                                   | ?                                                                 | 1917                                                              | 1921                                                              |
|                                                                   |                                                                   | 3 рублі                                                           | 81 × 146                                                          | Зелений (традиційний для рублів)                                  |                                                                   |                                                                   | ?                                                                 | 1917                                                              | 1921                                                              |
| Файл:Одеські 5 рублів 1917 аверс.jpg                              |                                                                   | 5 рублів                                                          | 81 × 146 ?                                                        | Синій (традиційний для рублів)                                    |                                                                   |                                                                   | ?                                                                 | 1917                                                              | 1921                                                              |
|                                                                   | Одностороння                                                      | 5 рублей                                                          | × ?                                                               | Синьо-зелений                                                     |                                                                   |                                                                   | ?                                                                 | 1917                                                              | 1921                                                              |
|                                                                   |                                                                   | 10 рублей                                                         | 94 × 150                                                          | Рожевий (традиційний для рублів)                                  |                                                                   |                                                                   | ?                                                                 | 1917                                                              | 1921                                                              |
|                                                                   |                                                                   | 25 рублів                                                         | × ?                                                               | Постільно-зелений                                                 |                                                                   |                                                                   | ?                                                                 | 1917                                                              | 1921                                                              |
|                                                                   |                                                                   | 50 рублів                                                         | × ?                                                               | Сіро-блакитний                                                    |                                                                   |                                                                   | ?                                                                 | 1917                                                              | 1921                                                              |
|                                                                   | поки немає                                                        | 50 рублів {варіант кольору)                                       | × ?                                                               | Коричнево-бузковий (природний)                                    |                                                                   |                                                                   | ясні водяні знаки                                                 |                                                                   |                                                                   |